# Imre Pulai
Imre Pulai (14 novembre 1967) è un ex canoista ungherese.
Ha vinto una medaglia di bronzo ad Atlanta 1996 nel C1 500 m e una d'oro alle Olimpiadi di Sydney 2000 nel C2 500 m in coppia con Ferenc Novak.

## Palmarès
- Olimpiadi

Atlanta 1996: bronzo nel C1 500 m.
Sydney 2000: oro nel C2 500 m.
- Mondiali

1993: oro nel C4 1000 m.
1994: oro nel C4 1000 m e argento nel C1 500 m.
1995: oro nel C1 1000 m e bronzo nel C1 500 m.
1999: argento nel C2 500 m.
2003: oro nel C4 1000 m e bronzo nel C4 500 m.
- Campionati europei di canoa/kayak sprint

Poznań 2004: oro nel C4 1000m.
Račice 2006: bronzo nel C4 500m.